# Španska muha
Španska muha (znanstveno ime Lytta vesicatoria) je ljudsko ime za hrošča iz družine priščnjakov in travnic (Meloidae), ki je razširjen po Južni in Srednji Evropi. Je kovinsko zelene barve in zraste med 9 in 21 mm v dolžino.
Živi v listopadnih gozdovih, kjer se odrasle živali prehranjujejo na poganjkih in lahko povzročijo golobrst dreves kot je veliki jesen. Ličinke po izvalitvi splezajo na cvetove, od koder jih talne čebele odnesejo v svoja gnezda; tam zajedajo na zarodu in se po nekaj tednih preobrazijo v navidezno bubo ter v tej obliki v stanju diapavze preživijo zimo. Spomladi se ličinke tretjega stadija preobrazijo v pravo bubo in v začetku poletja izletijo kot odrasle živali.
Vrsta je najbolj znana po tem, da izloča snov kantaridin, ki na človeka in druge sesalce deluje kot mehurjevec - strup, ki povzroča mehurje in vnetje kože ter sluznic. Njegova funkcija je verjetno obramba pred plenilci; samci ga vsebujejo skoraj 2 % suhe teže, samice pa okrog 1 %. Ob vzdraženju iz nožnih sklepov aktivno izločajo hemolimfo s to snovjo, čemur pravimo refleksna krvavitev. Samice kantaridina ne morejo sintetizirati same, pač pa ga dobijo od samcev med parjenjem kot »svatbeno darilo«. Del kantaridina samičine spolne žleze vgradijo v ovojnico jajčec.
Španska muha je tudi izraz za prašek iz teh hroščev, ki je po razširjenem prepričanju učinkovit afrodiziak. Uporabljajo se posušeni in zmleti hrošči, čeprav ga v praksi pogosto sestavljajo druge vrste hroščev iz te družine, ki  vsebujejo več kantaridina (tudi do 5 % suhe teže). Prepričanje je povezano z dejstvom, da snov draži sluznice urogenitalnega trakta, kar naj bi povečalo spolno slo pri ženskah. V resnici ta učinek ni bil nikoli dokazan, obstaja pa nevarnost hude zastrupitve ob zaužitju, ki lahko med drugim povzroči krvavitve požiralnika, bolečine pri požiranju in uriniranju, odpoved ledvic itd.; večina komercialno dostopnih preparatov pravzaprav sploh ne vsebuje kantaridina ali pa ga vsebuje v zanemarljivih količinah.